# Aurora Basket Jesi 2009-2010
L'Aurora Basket Jesi 2009-2010, sponsorizzata Fileni, ha preso parte al campionato professionistico italiano di Legadue.

## Roster
| Giocatori |
| --------- |

|    | Naz.                                         | Ruolo | Sportivo          | Anno | Alt. | Peso |  |
| -- | -------------------------------------------- | ----- | ----------------- | ---- | ---- | ---- |  |
| 5  | Italia (bandiera)                            | GA    | Marco Santiangeli | 1991 | 192  | 97   |  |
| 7  | Brasile (bandiera) · Italia (bandiera)       | P     | Paulinho Boracini | 1984 | 183  | 80   |  |
| 8  | Italia (bandiera)                            | P     | Marco Giuri       | 1988 | 194  | 80   |  |
| 9  | Italia (bandiera)                            | P     | Alberto Rossini   | 1969 | 192  | 84   |  |
| 10 | Stati Uniti (bandiera)                       | G     | Tommy Adams       | 1980 | 191  | 92   |  |
| 11 | Stati Uniti (bandiera) · Germania (bandiera) | AC    | Keith Waleskowski | 1980 | 204  | 104  |  |
| 13 | Albania (bandiera) · Italia (bandiera)       | A     | Klaudio Ndoja     | 1985 | 201  | 93   |  |
| 15 | Stati Uniti (bandiera)                       | A     | Ruben Boykin      | 1985 | 201  | 102  |  |
| 16 | Italia (bandiera)                            | A     | Matteo Raminelli  | 1983 | 203  | 91   |  |
| 17 | Italia (bandiera)                            | AC    | Francesco Basei   | 1983 | 207  | 108  |  |

| Staff tecnico                     |
| --------------------------------- |
| Allenatore: Stefano Vanoncini     |
| dal 17 dicembre Maurizio Bartocci |
| Assistente: Piero Bianchi         |

Legaduebasket: Dettaglio statistico